# Roddickton-Bide Arm
Roddickton-Bide Arm est une municipalité située dans la province de Terre-Neuve-et-Labrador, dans le nord de Terre-Neuve.